# Кастільнуево
Кастільнуево (ісп. Castilnuevo) — муніципалітет в Іспанії, у складі автономної спільноти Кастилія-Ла-Манча, у провінції Гвадалахара. Населення — 13 осіб (2010).
Муніципалітет розташований на відстані близько 160 км на схід від Мадрида, 110 км на схід від Гвадалахари.

## Демографія
Динаміка населення (INE ):